# Пульс хранителя дверей лабиринта
«Пульс хранителя дверей лабиринта» (укр. Пульс охоронця дверей лабіринту) — п'ятнадцятий студійний альбом рок-групи «Алиса». Був презентований 18 лютого 2008 року.

## Список композицій
Усі тексти до пісень написані Костянтином Кінчевим, уся музика до пісень (окрім 8 композиції) написана Костянтином Кінчевим.
| #   | Назва                                | Автори         | Тривалість |
| --- | ------------------------------------ | -------------- | ---------- |
| 1.  | «Солнце на блюдце» (Сонце на блюдці) | Кінчев         | 3:55       |
| 2.  | «А тут» (А тут)                      | Кінчев         | 3:11       |
| 3.  | «Власть» (Влада)                     | Кінчев         | 3:41       |
| 4.  | «Пересмотри» (Передивись)            | Кінчев         | 3:40       |
| 5.  | «Вот так» (Вот так)                  | Кінчев         | 4:40       |
| 6.  | «Апрель» (Квітень)                   | Кінчев         | 4:02       |
| 7.  | «Горько» (Гірко)                     | Кінчев         | 3:55       |
| 8.  | «Рикошет» (Рикошет)                  | Кінчев, Льовін | 3:36       |
| 9.  | «Что потом» (Що потім)               | Кінчев         | 3:40       |
| 10. | «Пересуды» (Пересуди)                | Кінчев         | 4:00       |
| 11. | «Всё, что я хочу» (Все, чого я хочу) | Кінчев         | 4:00       |
| 12. | «Стать песней» (Стати піснею)        | Кінчев         | 4:00       |